# Sahhaltkum Indian Reserve 4
Sahhaltkum Indian Reserve 4 är ett reservat i Kanada.   Det ligger i provinsen British Columbia, i den södra delen av landet, 3 300 km väster om huvudstaden Ottawa. Sahhaltkum Indian Reserve 4 ligger vid sjön Niskonlith Lake.
I omgivningarna runt Sahhaltkum Indian Reserve 4 växer i huvudsak barrskog. Runt Sahhaltkum Indian Reserve 4 är det mycket glesbefolkat, med 2 invånare per kvadratkilometer.